# 柯克·佩尼
柯克·佩尼（英語：Kirk Penney；1980年11月23日—）是一位新西蘭籃球運動員。他現在效力於西班牙籃球甲級聯賽球隊塞維利亞籃球俱樂部。他也代表新西蘭國家籃球隊參賽。